# قائمة قرارات مجلس الأمن التابع للأمم المتحدة من 2201 إلى 2300
هذه قائمة قرارات مجلس أمن الأمم المتحدة رقم 2201 إلى 2300 المعتمدة في الفترة بين 15 فبراير 2015 و26 يوليو 2016.

## القائمة
| القرارات    | التاريخ        | التصويت                                                                              | الاهتمامات |
| ----------- | -------------- | ------------------------------------------------------------------------------------ | --- |
| 2201        | 15 فبراير 2015 | 15-0-0                                                                               | الوضع في اليمن |
| 2202        | 17 فبراير 2015 | 15-0-0                                                                               | رسالة من الممثل الدائم للاتحاد الروسي حول الوضع في أوكرانيا                                                                          |
| (2015) 2203 | 18 فبراير 2015 | 15-0-0                                                                               | الحالة في غينيا |
| 2204        | 24 فبراير 2015 | 15-0-0                                                                               | الوضع في اليمن |
| 2205        | 26 فبراير 2015 | 15-0-0                                                                               | تقارير الأمين العام عن السودان |
| 2206        | 3 مارس 2015    | 15-0-0                                                                               | الوضع في جنوب السودان |
| 2207        | 4 مارس 2015    | 15-0-0                                                                               | تمدد ولاية مراقبة لجنة الخبراء العقوبات ضد كوريا الشمالية                                                                            |
| 2208        | 5 مارس 2015    | 15-0-0                                                                               | الحالة في ليبيا |
| 2209        | 6 مارس 2015    | 14-0-1 (الامتناع عن التصويت؛ فنزويلا)                                                | الأسلحة الكيماوية في سوريا |
| 2210        | 16 مارس 2015   | 15-0-0                                                                               | الوضع في أفغانستان |
| 2211        | 26 مارس 2015   | 15-0-0                                                                               | الحالة في جمهورية الكونغو الديمقراطية                                                                                                |
| 2212        | 26 مارس 2015   | 15-0-0                                                                               | الحالة في جمهورية أفريقيا الوسطى |
| 2213        | 27 مارس 2015   | 15-0-0                                                                               | الحالة في ليبيا |
| 2214        | 27 مارس 2015   | 15-0-0                                                                               | الحالة في ليبيا |
| 2215        | 2 أبريل 2015   | 15-0-0                                                                               | الحالة في ليبيريا |
| 2216        | 14 أبريل 2015  | 14-0-1 (الامتناع عن التصويت؛ روسيا)                                                  | الوضع في اليمن |
| 2217        | 28 أبريل 2015  | 15-0-0                                                                               | الحالة في جمهورية أفريقيا الوسطى |
| 2218        | 28 أبريل 2015  | 15-0-0                                                                               | الوضع في الصحراء الغربية |
| 2219        | 28 أبريل 2015  | 15-0-0                                                                               | الحالة في ساحل العاج |
| 2220        | 22 مايو 2015   | 9-0-6 (الامتناع عن التصويت ؛ أنغولا، تشاد، الصين، نيجيريا، روسيا، فنزويلا)           | الأسلحة الصغيرة |
| 2221        | 26 مايو 2015   | 15-0-0                                                                               | الوضع في الصومال |
| 2222        | 27 مايو 2015   | 15-0-0                                                                               | حماية الصحفيين |
| 2223        | 28 مايو 2015   | 15-0-0                                                                               | الوضع في جنوب السودان |
| 2224        | 9 يونيو 2015   | 15-0-0                                                                               | عدم الانتشار |
| 2225        | 18 يونيو 2015  | 15-0-0                                                                               | الأطفال والصراع المسلح |
| 2226        | 25 يونيو 2015  | 15-0-0                                                                               | الوضع في ساحل العاج |
| 2227        | 29 يونيو 2015  | 15-0-0                                                                               | الحالة في مالي |
| 2228        | 29 يونيو 2015  | 15-0-0                                                                               | تقارير الأمين العام عن السودان و جنوب السودان                                                                                        |
| 2229        | 29 يونيو 2015  | 15-0-0                                                                               | الوضع في الشرق الأوسط |
| 2230        | 14 يوليو 2015  | 15-0-0                                                                               | تقارير الأمين العام عن السودان و جنوب السودان                                                                                        |
| 2231        | 20 يوليو 2015  | 15-0-0                                                                               | عدم الانتشار |
| 2232        | 28 يوليو 2015  | 15-0-0                                                                               | الوضع في الصومال |
| 2233        | 29 يوليو 2015  | 15-0-0                                                                               | الوضع في العراق |
| 2234        | 29 يوليو 2015  | 15-0-0                                                                               | الحالة في قبرص |
| 2235        | 7 أغسطس 2015   | 15-0-0                                                                               | الوضع في سوريا |
| 2236        | 21 أغسطس 2015  | 15-0-0                                                                               | الوضع في لبنان |
| 2237        | 2 سبتمبر 2015  | 15-0-0                                                                               | الحالة في ليبيريا |
| 2238        | 10 سبتمبر 2015 | 15-0-0                                                                               | الحالة في ليبيا |
| 2239        | 17 سبتمبر 2015 | 15-0-0                                                                               | الحالة في ليبيريا |
| 2240        | 9 أكتوبر 2015  | 14-0-1 (الامتناع عن التصويت؛ فنزويلا)                                                | صون السلام والأمن الدوليين |
| 2241        | 9 أكتوبر 2015  | 13-0-2 (الامتناع عن التصويت؛ روسيا وفنزويلا)                                         | تقارير الأمين العام عن السودان و جنوب السودان                                                                                        |
| 2242        | 13 أكتوبر 2015 | 15-0-0                                                                               | المرأة والسلام والأمن |
| (2015) 2243 | 14 أكتوبر 2015 | 15-0-0                                                                               | الحالة في هايتي |
| (2015) 2244 | 23 أكتوبر 2015 | 14-0-1 (الامتناع عن التصويت؛ فنزويلا)                                                | الوضع في الصومال |
| (2015) 2245 | 9 نوفمبر 2015  | 15-0-0                                                                               | الوضع في الصومال |
| (2015) 2246 | 10 نوفمبر 2015 | 15-0-0                                                                               | الوضع في الصومال |
| 2247        | 10 نوفمبر 2015 | 15-0-0                                                                               | الحالة في البوسنة والهرسك |
| (2015) 2248 | 12 نوفمبر 2015 | 15-0-0                                                                               | الحالة في بوروندي |
| 2249        | 20 نوفمبر 2015 | 15-0-0                                                                               | التهديدات للسلم والأمن الدوليين الناجمة عن الأعمال الإرهابية                                                                         |
| 2250        | 9 ديسمبر 2015  | 15-0-0                                                                               | صون السلام والأمن الدوليين |
| (2015) 2251 | 15 ديسمبر 2015 | 15-0-0                                                                               | تقارير الأمين العام عن السودان و جنوب السودان                                                                                        |
| (2015) 2252 | 15 ديسمبر 2015 | 13-0-2 (الامتناع عن التصويت؛ روسيا وفنزويلا)                                         | تقارير الأمين العام عن السودان و جنوب السودان                                                                                        |
| (2015) 2253 | 17 ديسمبر 2015 | 15-0-0                                                                               | التهديدات للسلم والأمن الدوليين الناجمة عن الأعمال الإرهابية                                                                         |
| 2254        | 18 ديسمبر 2015 | 15-0-0                                                                               | الوضع في سوريا |
| (2015) 2255 | 21 ديسمبر 2015 | 15-0-0                                                                               | التهديدات للسلم والأمن الدوليين الناجمة عن الأعمال الإرهابية                                                                         |
| (2015) 2256 | 22 ديسمبر 2015 | 14-0-1 (الامتناع عن التصويت؛ روسيا)                                                  | المحكمة الجنائية الدولية الخاصة بيوغوسلافيا                                                                                          |
| 2257        | 22 ديسمبر 2015 | 15-0-0                                                                               | الشرق الأوسط (قوة الأمم المتحدة لمراقبة فض الاشتباك)                                                                                 |
| (2015) 2258 | 22 ديسمبر 2015 | 15-0-0                                                                               | الوضع في سوريا |
| (2015) 2259 | 23 ديسمبر 2015 | 15-0-0                                                                               | الحالة في ليبيا |
| 2260        | 20 يناير 2016  | 15-0-0                                                                               | الحالة في ساحل العاج |
| 2261        | 25 يناير 2016  | 15-0-0                                                                               | رسالتان متطابقتان مؤرختان 19 يناير 2016 موجهتان إلى الأمين العام وإلى رئيس مجلس الأمن من الممثل الدائم لـ كولومبيا لدى الأمم المتحدة |
| 2262        | 27 يناير 2016  | 15-0-0                                                                               | الحالة في جمهورية أفريقيا الوسطى |
| 2263        | 28 يناير 2016  | 15-0-0                                                                               | الحالة في قبرص |
| 2264        | 9 فبراير 2016  | 15-0-0                                                                               | الحالة في جمهورية أفريقيا الوسطى |
| 2265        | 10 فبراير 2016 | 15-0-0                                                                               | تقارير الأمين العام عن السودان و جنوب السودان                                                                                        |
| 2266        | 24 فبراير 2016 | 15-0-0                                                                               | الوضع في اليمن |
| 2267        | 26 فبراير 2016 | 15-0-0                                                                               | الحالة في غينيا بيساو |
| 2268        | 26 فبراير 2016 | 15-0-0                                                                               | الوضع في سوريا |
| (2016) 2269 | 29 فبراير 2016 | 11-0-4 (ممتنعون ؛ أنغولا، مصر، روسيا، السنغال)                                       | المحكمة الجنائية الدولية من أجل يوغوسلافيا السابقة                                                                                   |
| 2270        | 2 مارس 2016    | 15-0-0                                                                               | عدم الانتشار والعقوبات على كوريا الشمالية                                                                                            |
| (2016) 2271 | 2 مارس 2016    | 15-0-0                                                                               | تقارير الأمين العام عن السودان و جنوب السودان                                                                                        |
| (2016) 2272 | 11 مارس 2016   | 14-0-1 (الامتناع عن التصويت؛ مصر)                                                    | عمليات الأمم المتحدة لحفظ السلام |
| (2016) 2273 | 15 مارس 2016   | 15-0-0                                                                               | الحالة في ليبيا |
| (2016) 2274 | 15 مارس 2016   | 15-0-0                                                                               | الوضع في أفغانستان |
| 2275        | 24 مارس 2016   | 15-0-0                                                                               | الوضع في الصومال |
| 2276        | 24 مارس 2016   | 15-0-0                                                                               | عدم الانتشار و كوريا الشمالية |
| (2016) 2277 | 30 مارس 2016   | 15-0-0                                                                               | الوضع في الكونغو |
| (2016) 2278 | 31 مارس 2016   | 15-0-0                                                                               | الحالة في ليبيا |
| 2279        | 1 أبريل 2016   | 15-0-0                                                                               | الحالة في بوروندي |
| 2280        | 7 أبريل 2016   | 15-0-0                                                                               | تقارير الأمين العام عن السودان و جنوب السودان                                                                                        |
| 2281        | 26 أبريل 2016  | 15-0-0                                                                               | الحالة في جمهورية أفريقيا الوسطى |
| 2282        | 27 أبريل 2016  | 15-0-0                                                                               | بناء السلام بعد الصراع |
| 2283        | 27 أبريل 2016  | 15-0-0                                                                               | الحالة في ساحل العاج |
| 2284        | 27 أبريل 2016  | 15-0-0                                                                               | الحالة في ساحل العاج |
| 2285        | 29 أبريل 2016  | 10-2-3 (المعارضون: أوروغواي، فنزويلا؛ الامتناع عن التصويت؛ أنغولا، نيوزيلندا، روسيا) | الوضع في الصحراء الغربية |
| 2286        | 3 مايو 2016    | 15-0-0                                                                               | حماية المدنيين في الصراع المسلح |
| 2287        | 12 مايو 2016   | 15-0-0                                                                               | تقارير الأمين العام عن السودان و جنوب السودان                                                                                        |
| (2016) 2288 | 25 مايو 2016   | 15-0-0                                                                               | الحالة في ليبيريا |
| 2289        | 27 مايو 2016   | 15-0-0                                                                               | الوضع في الصومال |
| 2290        | 31 مايو 2016   | 15-0-0                                                                               | تقارير الأمين العام عن السودان و جنوب السودان                                                                                        |
| (2016) 2291 | 13 يونيو 2016  | 15-0-0                                                                               | الوضع في ليبيا |
| 2292        | 14 يونيو 2016  | 15-0-0                                                                               | الوضع في ليبيا |
| 2293        | 23 يونيو 2016  | 15-0-0                                                                               | الحالة المتعلقة جمهورية الكونغو الديمقراطية                                                                                          |
| 2294        | 29 يونيو 2016  | 15-0-0                                                                               | الوضع في الشرق الأوسط |
| 2295        | 29 يونيو 2016  | 15-0-0                                                                               | الوضع في مالي |
| 2296        | 29 يونيو 2016  | 15-0-0                                                                               | تقارير الأمين العام عن السودان و جنوب السودان                                                                                        |
| 2297        | 7 يوليو 2016   | 15-0-0                                                                               | الوضع في الصومال |
| 2298        | 22 يوليو 2016  | 15-0-0                                                                               | الوضع في ليبيا |
| 2299        | 25 يوليو 2016  | 15-0-0                                                                               | الوضع في العراق |
| 2300        | 26 يوليو 2016  | 15-0-0                                                                               | الحالة في قبرص |